# Jason Heyward
Jason Alias Heyward (ur. 9 sierpnia 1989) – amerykański baseballista występujący na pozycji prawozapolowego w Chicago Cubs.

## Przebieg kariery
Heyward został wybrany w 2007 roku w pierwszej rundzie draftu z numerem 14 przez Atlanta Braves i początkowo występował w klubach farmerskich tego zespołu, między innymi w Gwinnett Braves, reprezentującym poziom Triple-A. W Major League Baseball zadebiutował 5 kwietnia 2010 w meczu przeciwko Chicago Cubs i w swoim pierwszym w karierze podejściu zdobył home runa. W sezonie 2010 wystąpił w Meczu Gwiazd, a w głosowaniu do nagrody dla najlepszego debiutanta zajął 2. miejsce za Busterem Posey z San Francisco Giants.
W dniu otwarcia sezonu 2011 w spotkaniu z Washington Nationals w pierwszym podejściu ponownie zdobył home runa i stał się drugim w historii zawodnikiem (po Kazie Matsui), który dokonał tego osiągnięcia w dwóch pierwszych sezonach swojej kariery. 23 sierpnia 2011 w meczu przeciwko Chicago Cubs zdobył pierwszego w karierze gramd slama. W listopadzie 2014 w ramiach wymiany zawodników przeszedł do St. Louis Cardinals.
15 grudnia 2015 jako wolny agent podpisał ośmioletni kontrakt z Chicago Cubs. W 2016 zagrał w sześciu meczach World Series, w których Cubs pokonali Cleveland Indians 4–3 i zdobyli pierwszy od 108 lat tytuł mistrzowski.

## Nagrody i wyróżnienia
| Nagroda/wyróżnienie      | Lata                         | Źródło |
| All-Star                 | 2010                         | [ 1 ]  |
| 5× Gold Glove Award      | 2012, 2014, 2015, 2016, 2017 | [ 1 ]  |
| Zwycięzca w World Series | 2016                         | [ 9 ]  |